# Lijst van rijksmonumenten in Kwadendamme
Kwadendamme telt 9 inschrijvingen in het rijksmonumentenregister. Hieronder een overzicht.
| Object | Oorspronkelijke functie? | Bouwjaar             | Architect     | Locatie             | Coördinaten?                  | Nr.?   | Afbeelding |
| --- | ------------------------ | -------------------- | ------------- | ------------------- | ----------------------------- | ------ | --- |
| Kwistenburg: boerderij, schuur, wagenschuur en varkenshok | Boerderij                | 18e/20e eeuw         |               | Zwaaksedijk 6       | 51° 26' 35" NB, 3° 52' 9" OL  | 407208 | Kwistenburg: boerderij, schuur, wagenschuur en varkenshok |
| Station Kwadendamme. Stoomtreinstation Kwadendamme in Interbellum-architectuur gebouwd | Transport                | 1927                 |               | Langeweegje 43      | 51° 26' 26" NB, 3° 53' 21" OL | 509153 | Station Kwadendamme. Stoomtreinstation Kwadendamme in Interbellum-architectuur gebouwd |
| Kleine goederenloods naast tramstation Kwadendamme onder invloed van streek-eigen bouwtrant | Opslag                   | 1927                 |               | Langeweegje bij 43  | 51° 26' 26" NB, 3° 53' 21" OL | 509154 | Kleine goederenloods naast tramstation Kwadendamme onder invloed van streek-eigen bouwtrant |
| Weegbrug en weeghuisje bij station Kwadendamme | Handel en kantoor        | 1927                 |               | Langeweegje bij 43  | 51° 26' 26" NB, 3° 53' 23" OL | 509155 | Weegbrug en weeghuisje bij station Kwadendamme |
| Coupure in de Zwaaksedijk, gemaakt ten behoeve van de aanleg van de spoorbaan van de tramlijn | Waterkering en -doorlaat | 1927                 |               | Langeweegje bij 43  | 51° 26' 31" NB, 3° 53' 17" OL | 509156 | Coupure in de Zwaaksedijk, gemaakt ten behoeve van de aanleg van de spoorbaan van de tramlijn |
| Bakstenen woonhuis met pannen zadeldak. Bakgoot op klossen. Dicht bijeen liggende staafankers aan lange zijden. Eenruits ramen met rollagen. Deur met eenruits bovenlicht. Paaltjes met kettingen voor woonhuis                                                         | Boerderij                | 1846                 |               | Zwaaksedijk 2       | 51° 26' 29" NB, 3° 52' 58" OL | 9971   | Bakstenen woonhuis met pannen zadeldak. Bakgoot op klossen. Dicht bijeen liggende staafankers aan lange zijden. Eenruits ramen met rollagen. Deur met eenruits bovenlicht. Paaltjes met kettingen voor woonhuis |
| Boerderij. Woonhuis in gele baksteen met pannen zadeldak. Tuittopgevel met vlechtingen en jaarankers | Boerderij                | 1743 (jaartal)       |               | Groenewegje 3       | 51° 26' 37" NB, 3° 52' 46" OL | 9972   | Meer afbeeldingen |
| Woonhuis in gele baksteen met rode bakstenen lagen en hoekbanden, benevens korfbogen in topgevel van rode baksteen gepleisterde langsgevel met pannen zadeldak. Begane grond met 6-ruits schuiframen waarboven rollagen en afgehaalde luiken. Oorspronkelijke trapgevel | Boerderij                | 1663 (jaartalankers) |               | Fransjesweg 2       | 51° 25' 33" NB, 3° 52' 35" OL | 9998   | Meer afbeeldingen |
| Sint-Bonifatiuskerk | Kerk en kerkonderdeel    | 1902                 | P.J. van Genk | Johan Frisostraat 5 | 51° 25' 59" NB, 3° 52' 33" OL | 9999   | Meer afbeeldingen |